# Залез
Залезът е преминаване на слънчевия диск под линията на хоризонта и свързаните с това оптически явления. Най-честото оптическо явление, свързвано със залезите, е оцветяването на небето в червен цвят. Изключително рядко явление е т.нар. Зелен лъч. Други думи, които може да са остарели, диалектни или поетични са залязване, заник, запад, заид, заход, захождане.
Залезът не трябва да се бърка със сумрака, който, както често се определя, е моментът, в който настъпва тъмнина, определено време, след като слънцето залезе.
Червеният цвят на небето при залез е причинен от разпръскването на синята светлина от атмосферния прах. Относително малко количество светлина се разпръсква по този начин и така небето често приема червени, оранжеви и жълти цветове. Цветът на небето може да бъде повлиян от атмосфера феномени като облаци, дим и смог произлезли от естествен или повлиян от човешката активност процес, а също така и от пепел от вулканични изригвания.
Залезът често е по-ярко оцветен от изгрева. Това е причинено от тенденцията за наличие на повече прах в ниските слоеве на атмосферата вечер. Причината за това е причинено от слънчевото греене през деня, което намалява относителната влажност на въздуха, предизвиква увеличение на скоростта на вятъра и турбуленция, което предизвиква разпространение на прах във въздуха. Понякога разликата между изгрева и залеза може да зависи от географското положение, от което те се наблюдават. Пример за това са изгреви и залези, които се наблюдават над морета и океани и такива, наблюдавани над сушата.
Времето на залеза варира през годината и географската ширина. Промените във времето са причинени от наклона на земната ос и движението на планетата по нейната орбита. Интересен ефект е несъвпадението на лятното и зимното слънцестоене с най-късния или най-ранния изгрев или залез. Това явление е толкова по-силно изразено, колкото по-отдалечена е позицията на наблюдение от екватора. Вариациите във времето на изгрева и залеза на екватора са само няколко минути през продължение на годината. Същото се отнася и за зенита на слънцето.
Тъй като изгревът и залезът се отчитат по предния или задния ръб на Слънцето, а не по центъра, леко се увеличава продължителността на деня спрямо нощта. Тъй като светлината на слънцето се изкривява от различната плътност на земната атмосфера, Слънцето все още се вижда след като е под хоризонта. Този ефект е всекидневна илюзия заедно с изгрева